# Demiophila psaphara
Demiophila psaphara är en fjärilsart som beskrevs av Edward Meyrick 1906. Demiophila psaphara ingår i släktet Demiophila och familjen plattmalar. Inga underarter finns listade i Catalogue of Life.